# Иоанно-Предтечев монастырь (Тула)
Иоанно-Предтечев монастырь — упразднённый мужской православный монастырь в Туле.

## История
Основан 29 августа 1552 года, в день Усекновения Главы Иоанна Предтечи (день тезоименитства Ивана Грозного), в память обороны Тулы в 1552 году от войск крымского хана Девлет I Герая, у места, где нашли упокоение погибшие защитники Тулы, к востоку от Тульского кремля. В 1555 году, идя через Тулу с войском в очередной поход, Иван Грозный посетил Предтечев монастырь и пожаловал ему в рыбный промысел реку Упу до Алексинской границы. В писцовой книге, составленной в 1587—1589 годы говорится, что в Предтечевом монастыре имелись две деревянные церкви: Третьего Обретения Главы Иоанна Предтечи и Похвалы Богородицы, причем последняя была теплой.
В 1602 году, при царе Борисе Годунове, в монастыре над вратами была построена каменная церковь во имя святых Бориса и Глеба. При ней по велению царя ежедневно раздавали хлеб всем нуждающимся. Несколько видоизменившись, обычай этот сохранялся на протяжении последующих двухсот лет, до закрытия монастыря: хлеб раздавали нищим по праздничным дням. Каменная церковь Похвалы Богородицы построилась взамен деревянной, видимо, в первой половине XVII века.
К 1780-м годам эти церкви обветшали, о чём игумены Предтечева монастыря не раз сообщали епископу Коломенскому. Так, в 1788 году рухнула колокольня и повредила церковь Похвалы Богородицы. В 1797 году игумен монастыря Галактион просил у епископа Коломенского Афанасия разрешения разобрать каменные ветхие строения и пришедшую в аварийное состояние надвратную церковь Иоанна Предтечи. Разрешение было получено, но работы не проводились из-за отсутствия средств на них.

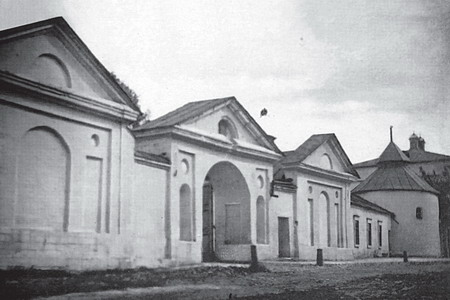
Ограда и ворота Архиерейского подворья

В 1797 году с преобразованием наместничества в губернию Тула стала губернским центром. В 1799 году по высочайшей воле императора Павла I в Тульской губернии была организована новая епархия. В связи с упразднением Коломенской епархии епископу Коломенскому Мефодию предписывалось перенести кафедру в Тулу и именоваться епископом Тульским и Белевским. Предтечев монастырь был упразднен, на его месте расположилось архиерейское подворье — резиденция епископа Тульского и Белевского.
В архиерейском подворье после его основания был построен архиерейский дом, а в нём обустроена домовая Крестовая церковь во имя Иоанна Предтечи. Первый иконостас этой церкви просуществовал до конца 1850-х годов. Преосвященный Алексий заменил его новым, устроенным по образцу древнего иконостаса XVII века из деревянной церкви села Четыре Каширского уезда. Но этот иконостас не гармонировал с домовой церковью, выполненной в виде простого зала. И в 1893 году в Крестовой церкви был устроен новый иконостас из полированного дуба с золоченой резьбой, а также положен паркетный пол вместо прежнего крашеного дощатого.
В начале XIX века был отремонтирован двухэтажный каменный корпус монастырских келий. В нём разместилась духовная консистория (управление делами епархии)и архив. В середине XIX века был построен двухэтажный корпус для певчих архиерейского хора, служебные помещения и вокруг всего подворья — каменная ограда.
К середине XIX века из всех церквей бывшего Предтечева монастыря осталась лишь одна весьма обветшавшая каменная церковь — Похвалы Богородицы. В 1864—1865 годы по распоряжению архиепископа Тульского и Белевского Никандра она была возобновлена; при этом претерпела несколько внутренних переделок; в храме выложили мозаический пол. Под сводами устроены голосники (резонаторы) для усиления звука. Древний внешний вид храма был сохранен: церковь по-прежнему украшали три острых пирамидальных глухих верха (шатра), расположенных в один ряд, увенчанных небольшими луковичными главками с крестами, концы которых были прикреплены к главкам цепями. Реконструкция проводилась при содействии архитектора Тульского оружейного завода М. А. Михайлова. Работы обошлись в 13 тысяч рублей. В справочной книге 1925 года «Вся Тула и Тульская губерния» в разделе «Тульские здания, как исторические памятники» церковь Похвалы Богородицы значилась как «русский трёхшатровый московский тип».
В 1887 году на нижнем этаже этой церкви, с южной стороны было устроено помещение для Тульского епархиального древлехранилища, основанного преподавателем Тульской духовной семинарии Николаем Троицким 8 апреля 1885 года. На 1 января 1890 года в древлехранилище насчитывалось 823 предмета. В 1893 году Владыка передал под размещение древлехранилища и епархиальной библиотеки двухэтажный певческий корпус. Здание было отремонтировано, приспособлено к новому назначению.
В 1919 году Тульская губернская ЧК, находившаяся до этого в доме Ермолаевых-Зверевых (здание облисполкома и горисполкома), была переведена в архиерейское подворье. Это сделали в связи с тем, что город стал прифронтовым и к Туле приближались деникинские войска. Впоследствии в бывшем архиерейском подворье размещались областные управления ОГПУ, НКВД, МГБ, КГБ, ФСК, ФСБ. Здания архиерейского подворья частично сохранились до наших дней в перестроенном виде на территории Управления ФСБ по Тульской области. Здание церкви Похвалы Пресвятой Богородицы со звонницей не сохранилось.